# Villanueva de Huerva
Villanueva de Huerva ist ein spanischer Ort und eine Gemeinde (municipio) mit 376 Einwohnern (Stand: 2024) im Süden der Provinz Saragossa in der Autonomen Gemeinschaft Aragonien. Die Gemeinde gehört zur bevölkerungsarmen Serranía Celtibérica. 

## Lage und Klima
Villanueva de Huerva liegt ca. 45 Kilometer (Fahrtstrecke) südsüdwestlich der Provinzhauptstadt Saragossa in einer Höhe von ca. 790 m am Huerva. Das Klima ist gemäßigt bis warm; Regen (ca. 492 mm/Jahr) fällt übers Jahr verteilt.
Die Gemeinde gehört zum Weinbaugebiet Cariñena.

## Bevölkerungsentwicklung
| Jahr      | 1970 | 1981 | 1991 | 2001 | 2011 | 2021 |
| Einwohner | 961  | 771  | 678  | 596  | 560  | 412  |

## Sehenswürdigkeiten
- Aufschluss mit Saurierabdrücken an den Felshängen des Huervatals (zwei isolierte Tridactyl-Theropoden-Trittsiegel)
- Maria-von-den-Engeln-Kirche (Iglesia de Nuestra Señora de Los Ángeles)

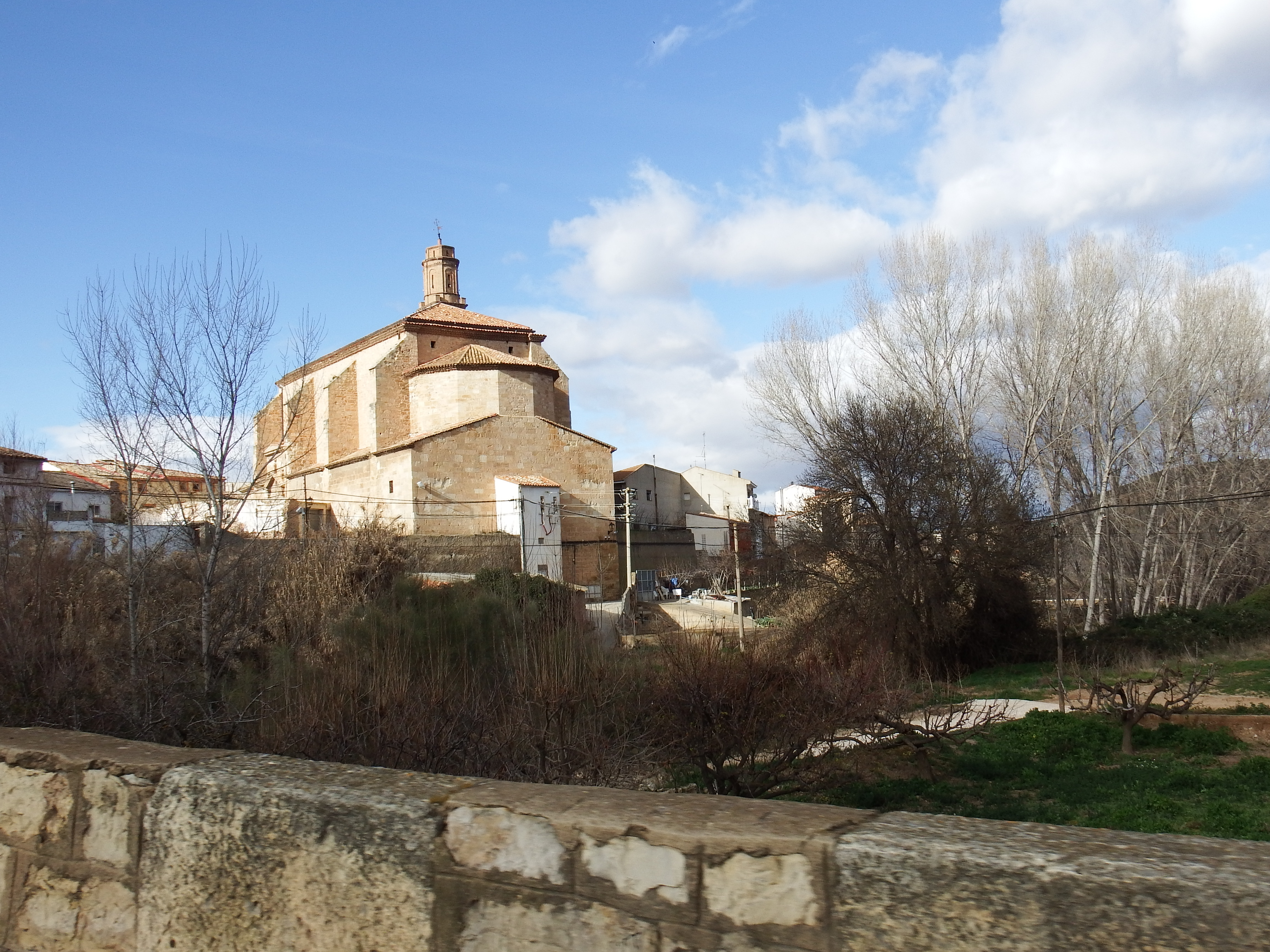
Maria-von-den-Engeln-Kirche